# Martin Compston
Martin Compston (Greenock, 8 maggio 1984) è un attore ed ex calciatore scozzese.

## Biografia
All'età di 17 anni, dopo aver lasciato la scuola, intraprende la carriera da calciatore professionista. Gioca solamente due partite, subentrando dalla panchina, con il Greenock Morton Football Club nella stagione 2001-02 di Scottish Second Division.
Il suo esordio nel mondo del cinema avviene grazie al film di Ken Loach Sweet Sixteen. A partire dal 2003 entra a far parte del cast della serie televisiva Monarch of the Glen. Negli anni seguenti partecipa a produzioni britanniche e internazionali come Tickets, Guida per riconoscere i tuoi santi, Red Road e La scomparsa di Alice Creed. A partire dal 2012 interpreta il detective Steve Arnott nella serie Line of Duty. Nel 2023 interpreta "Fulmer" nella serie thriller The Rig.

## Filmografia

### Cinema
- Sweet Sixteen, regia di Ken Loach (2002)
- Niceland (Population. 1.000.002), regia di Friðrik Þór Friðriksson (2004)
- Tickets, registi vari (2005)[2]
- Wild Country, regia di Craig Strachan (2005)
- Guida per riconoscere i tuoi santi (A Guide to Recognizing Your Saints), regia di Dito Montiel (2006)
- Red Road, regia di Andrea Arnold (2006)
- True North, regia di Steve Hudson (2006)
- Doomsday - Il giorno del giudizio (Doomsday), regia di Neil Marshall (2008)
- Freakdog, regia di Paddy Breathnach (2008)
- Il maledetto United (The Damned United), regia di Tom Hooper (2009)
- La scomparsa di Alice Creed (The Disappearance of Alice Creed), regia di J Blakeson (2009)
- Soulboy, regia di Shimmy Marcus (2010)
- Pimp, regia di Robert Cavanah (2010)
- Donkeys, regia di Morag McKinnon (2010)
- How to Stop Being a Loser, regia di Dominic Burns (2011)
- 7 Lives, regia di Paul Wilkins (2011)
- Ghosted, regia di Craig Viveiros (2011)
- Four, regia di John Langridge (2011)
- Sister, regia di Ursula Meier (2012)
- Strippers vs Werewolves, regia di Jonathan Glendening (2012)
- When the Lights Went Out, regia di Pat Holden (2012)
- Piggy, regia di Kieron Hawkes (2012)
- Filth, regia di Jon S. Baird (2013)
- The Wee Man, regia di Ray Burdis (2013)
- La bottega degli errori (The Legend of Barney Thomson), regia di Robert Carlyle (2015)
- Scottish Mussel, regia di Talulah Riley (2015)
- Hunter's Prayer - In fuga (The Hunter's Prayer), regia di Jonathan Mostow (2017)
- Maria regina di Scozia (Mary Queen of Scots), regia di Josie Rourke (2018)
- La conseguenza (The Aftermath), regia di James Kent (2019)

### Televisione
- The Royal – serie TV, episodio 2x02 (2003)
- Rockface – serie TV, episodio 2x06 (2003)
- Monarch of the Glen – serie TV, 20 episodi (2003-2005)
- Casualty – serie TV, episodio 18x33 (2004)
- Night Is Day – webserie, un episodio (2007)
- Five Daughters – miniserie TV, un episodio (2010)
- Line of Duty – serie TV, 23 episodi (2012-2017)
- The Ice Cream Girls – miniserie TV, 3 episodi (2013)
- Miss Marple (Agatha Christie's Marple) – serie TV, episodio 6x02 (2013)
- The Great Train Robbery – miniserie TV, 2 episodi (2013)
- Testimoni silenziosi (Silent Witness) – serie TV, episodi 17x05-17x06 (2014)
- Ripper Street – serie TV, episodio 3x07 (2014)
- Delitti in Paradiso (Death in Paradise) – serie TV, episodio 5x06 (2016)
- In Plain Sight – miniserie TV, 3 puntate (2016)
- Victoria – serie TV, episodio 2x06 (2017)
- Urban Myths – serie TV, episodio 2x02 (2018)
- Traces – serie TV, 8 episodi (2019-2022)
- Vigil - Indagine a bordo (Vigil) – miniserie TV, 5 puntate (2021)
- The Rig - miniserie TV, 6 puntate (2023)

### Videoclip
- Grace - The View (2011)
- How Long - The View (2012)

## Riconoscimenti
- British Independent Film Awards 2002 – Miglior esordiente per Sweet Sixteen
- BAFTA Scotland Award 2002 – Miglior attore per Sweet Sixteen
- European Film Awards 2002 – Miglior attore per Sweet Sixteen
- European Film Awards 2002 – Miglior attore europeo (premio del pubblico) per Sweet Sixteen
- London Critics Circle Film Awards 2003 – Esordiente dell'anno per Sweet Sixteen (ex aequo con Keira Knightley per Sognando Beckham)
- Empire Awards 2003 – Miglior esordiente per Sweet Sixteen
- BAFTA Scotland Award 2006 – Miglior attore in un film scozzese per True North
- British Independent Film Awards 2006 – Miglior attore o attrice non protagonista per Red Road
- Gijón International Film Festival 2006 – Miglior attore per Guida per riconoscere i tuoi santi (condiviso con S. LaBeouf, C. Tatum, A. Scarimbolo e P.A. Tambakis)
- Torino Film Festival 2011 – Miglior attore per Ghosted
- BAFTA Scotland Award 2013 – Miglior attore o attrice per The Wee Man

## Doppiatori italiani
Nelle versioni in italiano delle opere in cui ha recitato, Martin Compston è stato doppiato da:
- Fabrizio De Flaviis in Guida per riconoscere i tuoi santi, The Rig
- Roberto Certomà in Red Road
- Davide Albano in Doomsday - Il giorno del giudizio
- Francesco Pezzulli ne La scomparsa di Alice Creed
- Alessandro Vanni in Line of Duty
- Daniele Raffaeli in Delitti in paradiso
- Edoardo Stoppacciaro in Maria, regina di Scozia
- Marco Vivio ne La conseguenza